# Баратанг
Баратанг (англ. Baratang Island) — остров, площадью приблизительно 238 км², входящий в архипелаг Большой Андаман. Располагается к югу от Среднего Андамана и к северу от Южного Андамана. В 20 км к востоку от острова пролегает архипелаг Риччи. Порт-Блэр, административный центр Андаманских и Никобарских островов, находится, примерно, в 100 км к югу.
На Баратанге находятся самые известные экземпляры грязевых вулканов в Индии (есть ещё 5 грязевых вулканов на северных и средних Андаманских островах, и один в провинции Верхний Ассам). Эти грязевые вулканы образовались как споры, вместе с недавними извержениями в 2005 году, которые, как предполагается, имеют связь с землетрясением в Индийском океане 2004 года. Предыдущее крупное, зарегистрированное извержение произошло 18 фев. 2003 г. Местное население называет эти вулканы джалки.
Имеются также и другие вулканы в данной местности, например вулкан острова Баррен, который является единственным активным вулканом в южной Азии и вулкан острова Наркондам, который считается потенциально активным вулканом.